# Wassergewinnungs- und -aufbereitungsgesellschaft Nordeifel
Die Wassergewinnungs- und -aufbereitungsgesellschaft Nordeifel mbH, kurz WAG Nordeifel, ist ein Wasserversorger mit Sitz in Roetgen in der Nordeifel. Sie ist eine gemeinsame Tochtergesellschaft der kommunalen Energie- und Wasserversorgungsunternehmen enwor und STAWAG der Städteregion Aachen, deren Anteile jeweils 50 % betragen.
Das von der WAG Nordeifel aus Brunnen und Talsperren gewonnene und aufbereitete Wasser wird in die Trinkwassernetze der beiden Muttergesellschaften eingespeist, die dann für die weitere Verteilung zum Kunden verantwortlich sind. Ein geringerer Teil des Trinkwassers wird den Versorgern Energie- und Wasserversorgung (EWV) und Waterleiding Maatschappij Limburg (WML) zur Verfügung gestellt, bei Bedarf ebenfalls dem Wasserversorgungszweckverband Perlenbach und den Stadtwerken Düren (SWD).
Somit werden von der WAG Nordeifel neben der gesamten Städteregion Aachen auch ein Teil des Kreises Heinsberg (Übach-Palenberg) und die niederländischen Städte Vaals und Kerkrade mit Trinkwasser versorgt. Das entspricht etwa 600.000 Einwohnern.
Die WAG Nordeifel beschäftigt außer den beiden Geschäftsführern keine direkt angestellten Mitarbeiter, da die beiden Muttergesellschaften als Personaldienstleister fungieren. Die WAG Nordeifel wiederum ist Dienstleister für die Muttergesellschaften, indem sie aufbereitetes Trinkwasser in entsprechender Menge zur Verfügung stellt.

## Wasserwerke und Talsperren
Einen Großteil des zur Verfügung gestellten Trinkwassers bezieht die WAG Nordeifel aus der von ihr betriebenen Dreilägerbachtalsperre und der Kalltalsperre, die durch den Zufluss des Dreilägerbachs, eine Überleitung aus der Kalltalsperre und eine Überleitung aus dem Obersee gespeist wird.
In der angegliederten Trinkwasseraufbereitungsanlage (TWA) Roetgen wird das aus der Sperre entnommene Rohwasser direkt vor Ort entsprechend aufbereitet. Von der enwor wurde dort 2006 in eine Ultrafiltrationsanlage investiert, die die übliche Sedimentationsstufe ersetzt und eine der fortschrittlichsten Aufbereitungstechniken Deutschlands darstellt.
Im Schnitt wurden hier 2018 pro Monat 2.500.000 m³ Trinkwasser aufbereitet. Das entspricht über 83 Millionen Litern pro Tag.
Eine weitere Bezugsquelle ist die Stauanlage Wehebachtalsperre, die vom WVER betrieben wird. Im Jahr 2018 wurden in der TWA in Schevenhütte etwa 570.000 m³ Rohwasser pro Monat aufbereitet.
Zur Wassergewinnung werden auch eine Reihe von Grundwasserwerken genutzt, die etwa 15 % der Gesamtmenge des verteilten Trinkwassers ausmachen: Die Werke Binsfeldhammer (Stolberg), Hastenrath (Eschweiler), Hitfeld (Aachen-Brand), Schmithof (Kornelimünster/Wahlheim), Brandenburg und Reichswald (Verlautenheide) fördern mineralreiches Grundwasser an die Oberfläche und versorgen damit vorwiegend Teile von Stolberg, Eschweiler und Aachen mit härterem Trinkwasser.

## Betriebslabor
Die WAG besitzt ein eigenes Betriebslabor, das durch tägliche Untersuchungen die Qualität des Trinkwassers am Werksausgang sicherstellt. Darüber hinaus werden regelmäßig Stichproben in den Versorgungsnetzen der Muttergesellschaften untersucht, um die Einhaltung der Vorgaben der Trinkwasserverordnung bis zum Verbraucher zu gewährleisten.

## Sonstiges
Die WAG Nordeifel ist Partner des Verbundprojekts ENERWA, welches sich mit der energetischen Optimierung von Wassergewinnung, -aufbereitung und -verteilung beschäftigt.